# Cerrig y Gof
Koordinaten: 52° 0′ 49,28″ N, 4° 51′ 45,54″ W

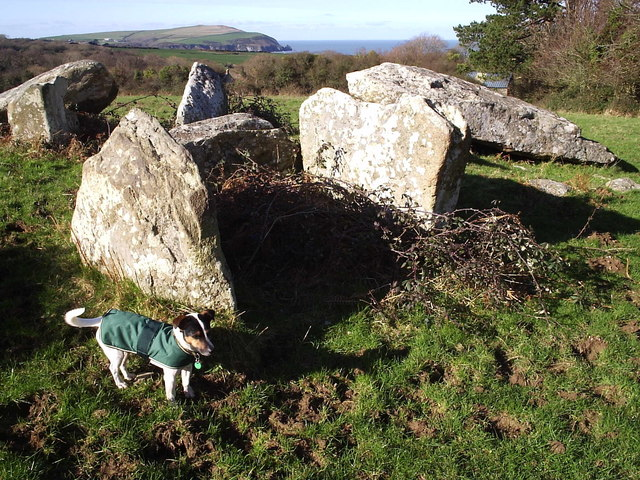
Cerrig y Gof

Cerrig y Gof (auch: Cerrig Atgof, deutsch Fels des Schmiedes) ist eine Megalithanlage östlich von Fishguard in Pembrokeshire in Wales. 
Sie ist neben dem Nevern, einem kleinen Fluss, der nach Norden zur Newport Bay fließt und dem Landvorsprung Dinas Island platziert, der vom Pembrokeshire Coast Path erschlossen wird. Zwei Kilometer östlich liegt das Portal Tomb Carreg Coetan Arthur und nur wenig weiter liegt das Berry Hill Fort. Antike Beschreibungen sprechen von einer Anzahl von Menhiren, die rund um die Anlage standen.
Cerrig y Gof besteht aus fünf ringförmig angeordneten Einzelkammern. Diese Form multipler Kammern ist für Pembrokeshire einmalig. Das einzige Pendant besitzt Cerrig y Gof in der Anlage von Mull Hill auf der Isle of Man, wo sechs Kammern im Kreis angeordnet liegen. 
Zwei der Kammern sind relativ gut erhalten. Zwei weitere haben noch eine Anzahl von Seitensteinen. Die am besten erhaltene Kammer liegt im Osten und hat noch ihren Deckstein. Ihr Zugang, durch ein niedriges Portal, liegt im Süden. Die einst innerhalb des gemeinsamen Cairns liegenden Kammern wurden im Jahre 1810 ausgegraben. Der Ausgräber entdeckte Tonwaren, Knochen, Meerkiesel und Holzkohleschichten. Die Nähe bronzezeitlicher Hüttenfundamente und des Carningli Hillfort, der ein Bronzezeitfort gewesen sein kann, hat dazu geführt, dass auch Cerrig y Gof in die Bronzezeit datiert wurde. 
Cerrig y Gof ist ein Scheduled Monument. 